# Zale saundersii
Zale saundersii là một loài bướm đêm trong họ Erebidae.